# Chuột rút do nhiệt
Chuột rút do nhiệt, một loại bệnh lý nhiệt, là chứng co thắt cơ do mất một lượng lớn muối và nước thông qua các hoạt động tập thể dục. Chuột rút do nhiệt có liên quan đến chuột rút ở bụng, cánh tay và bắp chân. Điều này có thể được gây ra bởi việc tiêu thụ không đủ chất lỏng hoặc chất điện giải. Đổ mồ hôi nhiều gây ra chuột rút do nhiệt, đặc biệt là khi nước được thay thế mà không thay thế muối hoặc kali.
Mặc dù chuột rút do nhiệt có thể khá đau đớn, nhưng chúng thường không gây ra thiệt hại vĩnh viễn, mặc dù chúng có thể là triệu chứng của sốc nhiệt hoặc kiệt sức vì nóng. Chuột rút do nhiệt có thể chỉ ra một vấn đề nghiêm trọng hơn ở người mắc bệnh tim hoặc nếu họ kéo dài hơn một giờ.
Để ngăn chặn chúng, người ta có thể uống các dung dịch điện giải như đồ uống thể thao trong khi tập thể dục hoặc làm việc vất vả hoặc ăn thực phẩm giàu kali như chuối và táo. Khi hiện tượng chuột rút do nhiệt xảy ra, người bị ảnh hưởng nên tránh làm việc vất vả và tập thể dục trong vài giờ để cho phép cơ bắp phục hồi.